# 루체른역
루체른역(독일어: Bahnhof Luzern)은 루체른주의 루체른시에 있는 스위스 철도망의 주요 허브이다. 여러 철도 노선의 국내 및 국제 교통을 제공하는 터미널역이며 루체른 호수 남쪽의 도심과 해안가 위치에 있다.

## 역사
최초의 역은 1856년 프랑스와 독일 철도와 연결된 올텐과 바젤에서 출발하는 스위스 중앙 철도 본선의 끝에서 루체른 호수 가장자리에 개업했다. 현재 필라투스 거리의 경로는 아직 미개발 상태였다. 터미널역은 호수의 여객선 서비스를 위한 부두와 루체른 시의 성문으로 직접 연결되었다. 그 결과 호숫가 지역은 철도의 중요한 분기점으로 발전했다. 19세기에는 호수에 증기항법이 도입되고 여러 철도 노선이 건설되면서 빠르게 허브로 발전했다. 고트하르트 철도, 볼후젠을 경유하여 베른으로 가는 노선, 추크와 취리히로 가는 노선, 미터궤 브뤼닉 철도가 있다.
1896년에 새로운 역이 문을 열었고, 독특한 큐폴라 지붕을 가진 대규모 새 건물도 들어섰다. 원래 역에서 거의 90° 정도 선회하여 루체른 중심부로 가는 다리를 향해 북쪽으로 방향을 틀었다. 새로운 접근 방식은 원래 노선과 달리 평평한 도로 건널목이 없고, 대신 제방이나 절단 도로를 달린다. 브뤼닉 철도도 새로운 역에 통합되었다. 1922년 올텐에서 출발하는 노선과 함께 전철화되었다. 1910년에 이르러 새로운 역의 수용인원이 한계에 다다랐고 확장 계획이 수립되었다. 하지만, 제1차 세계대전의 시작은 철도 작업에 발을 묶었다.
1971년 2월 5일 아침 역무실에서 화재가 발생했다. 건물은 맹렬하게 불에 탔고, 한 시간 안에 큐폴라지붕이 붕괴되어 역 앞과 중앙홀이 파괴되었다. 가건물 등으로 서비스를 복원해 운영을 재개할 수 있도록 했다. 1980년 스위스 연방철도, 스위스 포스트, 루체른 시, 주가 공동으로 역의 종합적인 재개발을 위한 건축 공모전을 시작했다. 이것은 또한 루체른에 대한 철도 접근법의 향후 발전을 고려하였다. 그러나 루체른 호수 아래에 터널이 있는 통과역은 제외되었다.
1991년 2월 5일에 새로운 역이 지어졌고, 이전 역이 파괴된 지 정확히 20년 만에 문을 열었다. 새 역은 암만과 바우만의 건축 회사에 의해 계획되었고, 당시 직원인 산티아고 칼라트라바가 새 역의 중앙홀을 설계했다. 이곳은 "도심의 다양한 기능을 철도와 연결하는 다층, 넉넉한 크기의 공공 공간"이라고 한다. 승강장은 옛역보다 길고 지하상가도 훨씬 넓다.
2012년 말, 크린스-마텐호프역과 루체른역 사이의 새로운 터널 노선이 브뤼닉선에 개통되었다. 터널은 덜 직접적인 표면 정렬을 대체하여 여러 혼잡한 평면 교차로를 제거하고 복선을 제공할 수 있지만, 브뤼닉선 열차가 사용하는 터미널 승강장은 변경되지 않았다.
- 1896년 역의 초기 사진
- 1965년 소실 6년 전의 루체른역
- 예전 역사 중 남아 있는 문

## 운행열차
다음과 같은 여객 열차편이 운행된다.
- 유로시티/인터시티: 유로시티는 루가노에서 밀라노 포르타 가리발디까지 운행된다.
- 포어알펜 익스프레스 (Voralpen-Express): 장크트갈렌으로 매시간 운행
- 인터레기오 :
  - 루체른-엥겔베르크 익스프레스: 엥겔베르크까지 1시간마다 운행
  - 루체른-인터라켄 익스프레스: 인터라켄 동역까지 1시간마다 운행
  - 취리히 중앙역까지 30분 간격 운행 (모든 열차가 콘스탄츠로 운행)
  - 제네바 공항까지 매시간 운행
  - 바젤 SBB행 열차 1시간에 1~2편, 로카르노행 열차 1편.
- 레기오익스프레스/루체른 S반 S6: 랑나우까지 30분 간격으로 운행되며 랑나우에서 베른까지 다른 모든 열차가 운행.
- 레기오익스프레스: 올텐까지 매시간 운행
- 루체른 S반:
  - S1: 주르제와 바르 사이 30분마다 운행.
  - S3: 브룬넨까지 1시간마다 운행
  - S4: 슈탄스까지 30분마다 운행, 모든 열차가 볼펜쉬센까지 연장.
  - S44: 슈탄스까지 러쉬 아워에만 운행
  - S5: 기스빌까지 30분마다 운행
  - S55: 작센까지 러쉬 아워에만 운행.
  - S6 / S7: 빌리자우까지 30분마다 운행; 모든 S6 열차와 일부 S7 열차는 랑엔탈까지 운행.
  - S9: 렌츠부르크까지 30분마다 운행.
  - S99: 호흐도르프까지 러쉬 아워에만 운행.

## 같이 보기
- 스위스의 철도